# エピステーメー
エピステーメー（ἐπιστήμη）は知（英: Knowledge）または科学（英: Science）と訳されるギリシャ語。英語では「episteme」、フランス語では「épistémè」と表記される。

## 概要
エピステーメー(知識)はもともと物事について「いかになすか」の知識、実際的な「精通」や「熟達」を意味し、この点では「技術(テクネー)」と同義だ。プラトンではエピスーテーメーは、意見(知っていると思っているだけのこと、臆見、ドクサ)に対する、「真知」(事柄を真に分別していること)だ。アリストテレスではエピステーメーは、物事をその原因から知ること、「学問的認識」。

## ミシェル・フーコー
ミシェル・フーコーが提唱した哲学的概念としてのエピステーメーは、ある時代の社会や人々の生産する知識のあり方を特定付け、影響を与える、知の「枠組」といったように捉えられる。
トーマス・クーンの言う「パラダイム」概念との類似を（パラダイム概念への誤解にもとづいて）指摘されることがあるが、問題意識の上でも概念的射程の上でも大きく異なる。
基本的に知の「枠組」と捉えているが、その認識論については時代によって大きく異なる。それは、『言葉と物』と『知の考古学』において、特に顕著に見られる。
簡潔にまとめると、『言葉と物』において「エピステーメー」とは、人の思考はそれが持つ思考体系、メタ知識構造に従ってしまうという構造主義的見解を示す。
この考え方によれば、ある時代の社会を支配する「エピステーメー」から解放されるには「エピステーメー」の破壊でしか解決しない、という批判もあった。
『知の考古学』においては、フーコーは『言葉と物』の議論をベースにしつつも発展させた議論を展開する。ある時代の社会を支配するメタ知構造である「エピステーメー」は存在しつつも、それは社会を構成する人々の生産した知識によって、変化したり、増幅したり、破滅したり、様々に変化する、というものである。
メタ知識である「エピステーメー」も、多くの人々の生産する知識の総体が、発話（Discourse）される事により、促進もされ、変化し、それを破滅させて新しいエピステーメーを作る可能性も開く。